# Repomys
Repomys es un género extinto de mamífero de la familia Cricetidae que vivió durante el Plioceno  en América del Norte hace entre 10,3, y 1,8 millones de años aproximadamente. Se han encontrado fósiles en Arizona, California, Nevada y Nebraska.

## Lista de especies
- Repomys arizonensis Tomida, 1987[4]
- Repomys gustelyi May, 1981
- Repomys maxumi May, 1981
- Repomys panacaensis May, 1981